# Dasylobus insignitus
Dasylobus insignitus is een hooiwagen uit de familie echte hooiwagens (Phalangiidae).